# Arenas (kommun)
Arenas är en kommun i Spanien.   Den ligger i provinsen Provincia de Málaga och regionen Andalusien, i den södra delen av landet, 400 km söder om huvudstaden Madrid. Antalet invånare är 1 411. Arean är 26,3 kvadratkilometer. Arenas gränsar till Algarrobo, Vélez-Málaga, Viñuela, Canillas de Aceituno, Sedella, Salares, Canillas de Albaida och Sayalonga. 
Terrängen i Arenas är huvudsakligen kuperad.